# Breaza (okręg Braszów)
Breaza – wieś w Rumunii, w okręgu Braszów, w gminie Lisa. W 2011 roku liczyła 533 mieszkańców.